# 歩行者優先/濃
「歩行者優先/濃」（ほこうしゃゆうせん/のう）は、ゆず通算19枚目のシングル。2003年10月22日にセーニャ・アンド・カンパニーから発売された。
オリコンシングルチャートでは「アゲイン2」以来4作目の週間1位を獲得。現時点ではゆずにとって最後の同チャート1位獲得作品となっている（ゆず単独名義以外では、「Golden Circle feat.寺岡呼人/松任谷由実/ゆず」の一員として2007年に発表したシングル「ミュージック」で1位を獲得している。）

## 収録曲
1. 歩行者優先　（3:57）
  - 作詞・作曲: 岩沢厚治
  - ゆずも出演する「江崎グリコ ポッキー」のCMソング。このCMには、女優の石原さとみが出演しており、これがきっかけで次作「桜木町」のミュージック・ビデオとジャケットに起用された。
2. 濃　（3:23）
  - 作詞・作曲: 岩沢厚治
  - 公共広告機構（現：ACジャパン）2003年度	AC・NHK共同キャンペーン「買い物袋」CMソング[1]
  - 元々は路上時代の楽曲であり、シングル化されるまでのスパンはこの時点では最長の楽曲であった（後に「春風」で更新された）。曲名の由来は、岩沢が製作時にテレビに出ていたマイケル富岡を見て、「濃いな～…濃？」という半ば適当につけたことによる。
  - 2003年度末の『第54回NHK紅白歌合戦』にこの曲で出演した。その際には、横浜・伊勢佐木町の松坂屋前からの生中継で、「夏色など…」と題し、「夏色」「濃」「またあえる日まで」をメドレーで披露した。[要出典]
  - 路上時代より半音下げて歌われている。
3. グッドモーニング　（3:50）
  - 作詞・作曲: 北川悠仁
  - 映画『グッドモーニング、ベトナム』をモチーフに作った楽曲。

## 収録作品
- 歩行者優先
  - 1 〜ONE〜
  - Going 2001-2005
  - YUZU ARENA TOUR 2022 PEOPLE -ALWAYS with you-(Live Version)
- 濃
※アルバム未収録
- グッドモーニング
※アルバム未収録